# Living with War
Living with War è un album di Neil Young del 2006. Può considerarsi una sorta di concept album tematico contro la guerra e il titolo deriva dall'incertezza in cui vive la società in questi ultimi anni, ovvero, come in una guerra permanente.
Tutte le canzoni hanno riferimenti polemici contro l'amministrazione americana dell'allora presidente Bush e ciò si nota specialmente in Let's Impeach the President dove sono inserite parti registrate dei suoi discorsi. Ci sono parole ricorrenti come mission accomplished o beautiful America; secondo Young le colpe del governo di Bush sono state quelle di aver mentito e sfruttato la situazione di paura creatasi dopo l'11 settembre per interessi personali. Lookin' For a Leader si riferisce alla ricerca di una vera guida per il paese, sia anche una donna o un uomo di colore (con particolare riferimento a Barack Obama, all'epoca l'unico senatore di colore presente nel congresso degli Stati Uniti e poi diventato presidente).
Shock and Awe è il nome dell'operazione militare condotta dagli americani e i loro alleati in Iraq nel 2003.
Families e Flags of Freedom parlano appunto dei soldati morti in Iraq e delle loro famiglie.
Lo stile dell'album, sicuramente il più marcato politicamente dell'artista, è stato paragonato alla sua vecchia canzone Ohio o ancora alle protest-song del Dylan giovanile, come è chiaro in un verso di Flags of Freedom: Listenin' to Bob Dylan singin' in 1963.
America the Beautiful è un canto patriottico statunitense e qui è cantato da un coro di 100 voci, però senza quella di Young: è la chiusura tragicamente ironica di tutto il senso del disco.

## Tracce
Tutte di Neil Young tranne America the Beautiful.
1. After the Garden – 3:23
2. Living With War – 5:04
3. The Restless Consumer – 5:47
4. Shock and Awe – 4:53
5. Families – 2:25
6. Flags of Freedom – 3:42
7. Let's Impeach the President – 5:10
8. Lookin' For a Leader – 4:03
9. Roger and Out – 4:25
10. America the Beautiful – 2:57

## Formazione
- Neil Young: chitarre, armonica, voce
- Rick Rosas: basso
- Chad Cromwell: batteria
- Tommy Bray: tromba
- Neil Young & Niko Bolas: produzione
- Darrell Brown: arrangiamento coro